# 馬廖萬卡 (利沃夫州)
49°43′46″N 23°41′24″E / 49.72944°N 23.69000°E
馬廖萬卡（烏克蘭語：Мальованка），是烏克蘭西部的村莊，隸屬利維夫州的利維夫區。該村始建於1655年，面積0.44平方公里，海拔高度266米，2017 （页面存档备份，存于）年人口161，人口密度每平方公里365.91人。